# Eugene Wigner
Eugene Paul "E. P." Wigner (født 17. november 1902, død 1. januar 1995) var en ungarsk-amerikansk teoretisk fysiker og matematiker. Han modtog Nobelprisen i fysik i 1963 "for sine bidrag til teorien om atomkernen og de elementære partikler, især gennem opdagelsen og anvendelsen af grundlæggende symmetri-principper".